# Mænd i sort
Mænd i sort (engelsk: Men in Black) (forkortet MIS eller MIB) er nogle mystiske personer (for det meste mænd), klædt i sort tøj, som nogle ufovidner i USA påstår at have haft besøg af, lige efter at de har set en ufo. Det siges at disse mænd kommer før ufovidnet har fortalt sin ufoberetning til nogen. Disse mystiske mænd kommer altid med trusler til ufovidnet om ikke at fortælle om ufohændelsen til nogen. Alligevel kommer de aldrig tilbage, selvom at ufovidnet har fortalt om hændelsen til nogen bagefter. Første gang man hørte offentligt om disse mænd i sort var fra ufologen Albert K. Bender i 1953. Historierne om de mystiske mænd i sort gav ideen til den amerikanske tegneserie (og senere film) Men in Black.

## Beskrivelse
De mystiske mænd (eller kvinder) i sort er, efter vidneudsagn, klædt i sort jakkesæt, hvid skjorte, sort slips og sorte bukser samt en sort hat. De beskrives ofte som enten kridhvide eller mørke i huden, de er ofte skaldede og har ingen øjenbryn og så går de på en robotagtig måde. Desuden mener nogen at de har fået besøg af asiatisk udseende mænd i sort.
De mystiske mænd i sort kommer enten én eller flere ad gangen. De kommer ofte i en ren bil, fra 1950'erne, som aldrig bliver beskidt, selvom de lige har kørt gennem mudrede områder. Disse biler har nummerplader som ikke findes i virkeligheden. Desuden sætter de mystiske mænd i sort aldrig fodspor. Nogle mener at disse mænd i sort er hemmelige agenter, mens andre mener at de er rumvæsner i forklædning som forsøger at skjule sandheden. Nogle andre mener dog at historierne om de mystiske mænd i sort er opdigtede.

## Yderligere læsning
- Clark, Jerome (1996). The UFO Encyclopedia, volume 3: High Strangeness, UFO's from 1960 through 1979. Omnigraphis. ISBN 1-55888-742-3.
- Condon, Edward (1968).  Gilmor, Daniel S. (red.). Final Report of the Scientific Study of Unidentified Flying Objects. New York City: Batnam. ISBN 0-552-04747-3. ISBN.
- Wallace, Chevon. "Albert Bender and the M.I.B. Mystery". Bridgeport Public Schools. Arkiveret fra originalen 2011-07-19. Hentet 2006-09-10.
- The Mothman Prophecies - 1975 book by John Keel an account of alleged sightings of a large, winged creature called Mothman in the vicinity of Point Pleasant, West Virginia, during 1966 and 1967, it also narrates encounters of the author with "Men In Black"
- Los Hombres De Negro y los OVNI - 1979 book by Uruguayan ufologist Fabio Zerpa
- Arthur Goldwag: Cults, Conspiracies, and Secret Societies: The Straight Scoop on Freemasons, the Illmuniati, Skull & Bones, Black Helicopters, the New World Order, and Many, Many More. Vintage Books, New York 2009, ISBN 0-307-45666-8. books.google S. 154 ff.